# Rhipidocladum sibilans
Rhipidocladum sibilans là một loài thực vật có hoa trong họ Hòa thảo. Loài này được Davidse, Judz. & L.G.Clark miêu tả khoa học đầu tiên năm 1991.